# Aenhenrya
Aenhenrya é um género botânico pertencente à família das orquídeas (Orchidaceae).

## Espécies
O gênero Aenhenrya possui uma espécie reconhecida atualmente.
- Aenhenrya rotundifolia (Blatt.) Sath.Kumar & F.N.Rasm.</small

## Bibligrafia
- L. Watson and M. J. Dallwitz, The Families of Flowering Plants, Orchidaceae Juss.